# Palaemonella disalvoi
Palaemonella disalvoi är en kräftdjursart som beskrevs av Fransen 1987. Palaemonella disalvoi ingår i släktet Palaemonella och familjen Palaemonidae. Inga underarter finns listade i Catalogue of Life.